# Ridenominazione
La ridenominazione, in ambito valutario, indica la sostituzione di una valuta in un paese con un'altra o con la stessa ma avente però un valore nominale differente (in questo secondo caso è alle volte anche indicata impropriamente come rivalutazione).

## Descrizione
Una ridenominazione può essere decisa per eliminare l'effetto di un'alta inflazione occorsa nel tempo oppure per introdurre una nuova valuta differente, in modo da segnare una rottura con il passato. Il mondo accademico ed economico è diviso se tali operazioni abbiano più effetti positivi o negativi, influendo anche la psicologia dei numeri.  
Usualmente la ridenominazione avviene con un rapporto in multipli di 10. Molte volte la ridenominazione di una valuta viene accompagnata da una contemporanea emissione di nuove monete e banconote.

## Nel mondo
La più importante ridenominazione avvenuta in tempi recenti a livello mondiale è stata la conversione di molte delle valute nazionali dei paesi dell'Unione europea dal 1999 in poi in Euro. Altre ridenominazioni di insiemi di paesi sono avvenute nella seconda metà dell'Ottocento, con la creazione delle due grandi unioni monetarie europee: l'Unione monetaria latina e l'Unione monetaria scandinava. Vi sono state, però, anche molte altre ridenominazioni e conversioni nel corso della storia in tutto il mondo. 

### In Francia: ilNuovo Franco(dal 1960)
A seguito di oltre due secoli di svalutazione, in Francia nel 1958 si decise di introdurre una nuova valuta dal 1960, il Nuovo Franco (denominazione provvisoria che avrebbe mantenuto fino al 1963), con un cambio di 1:100 con i vecchi Franchi preesistenti.

### In Italia: la proposta della "Lira pesante" (anni '80)

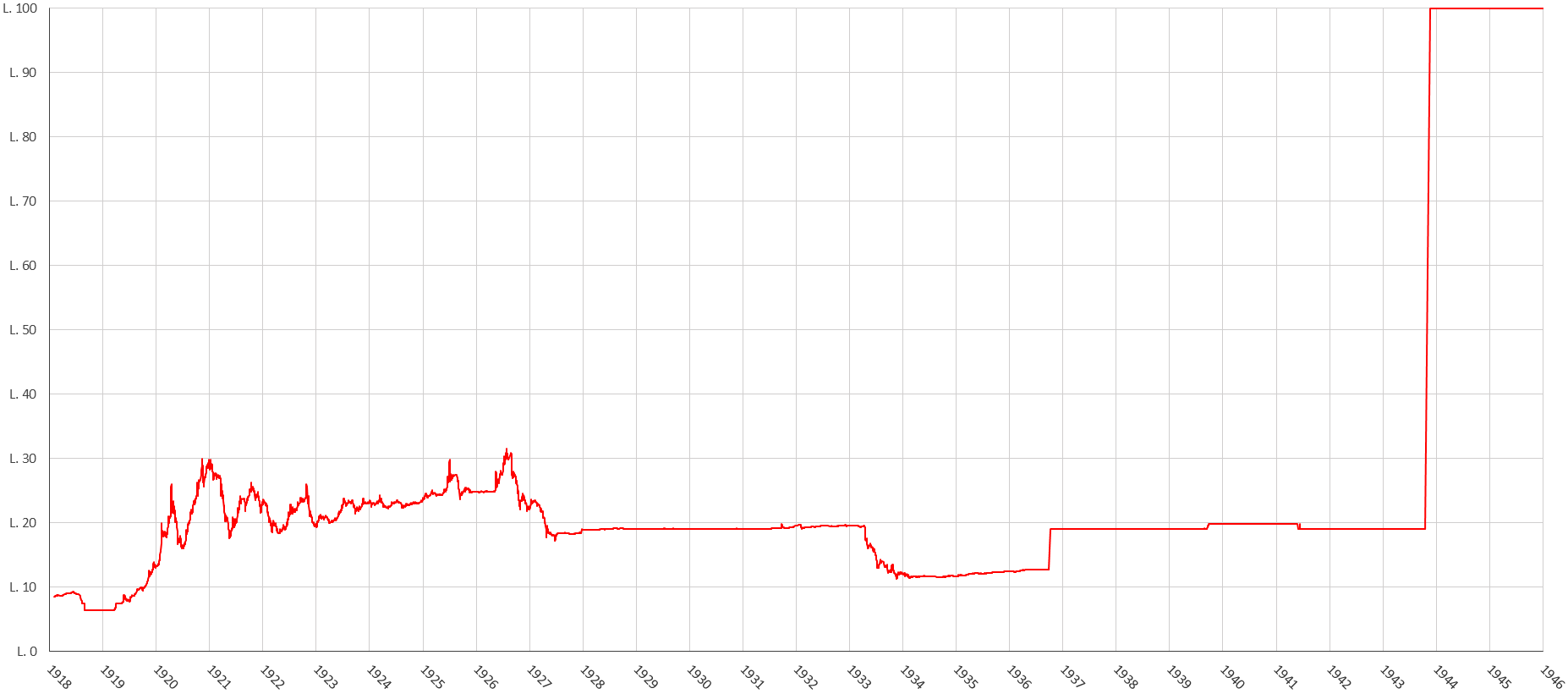
Cambio lira-dollaro dal 1918 al 1946. Si nota la netta svalutazione avvenuta nel settembre 1943, a seguito della resa dell'Italia con l'armistizio di Cassibile.

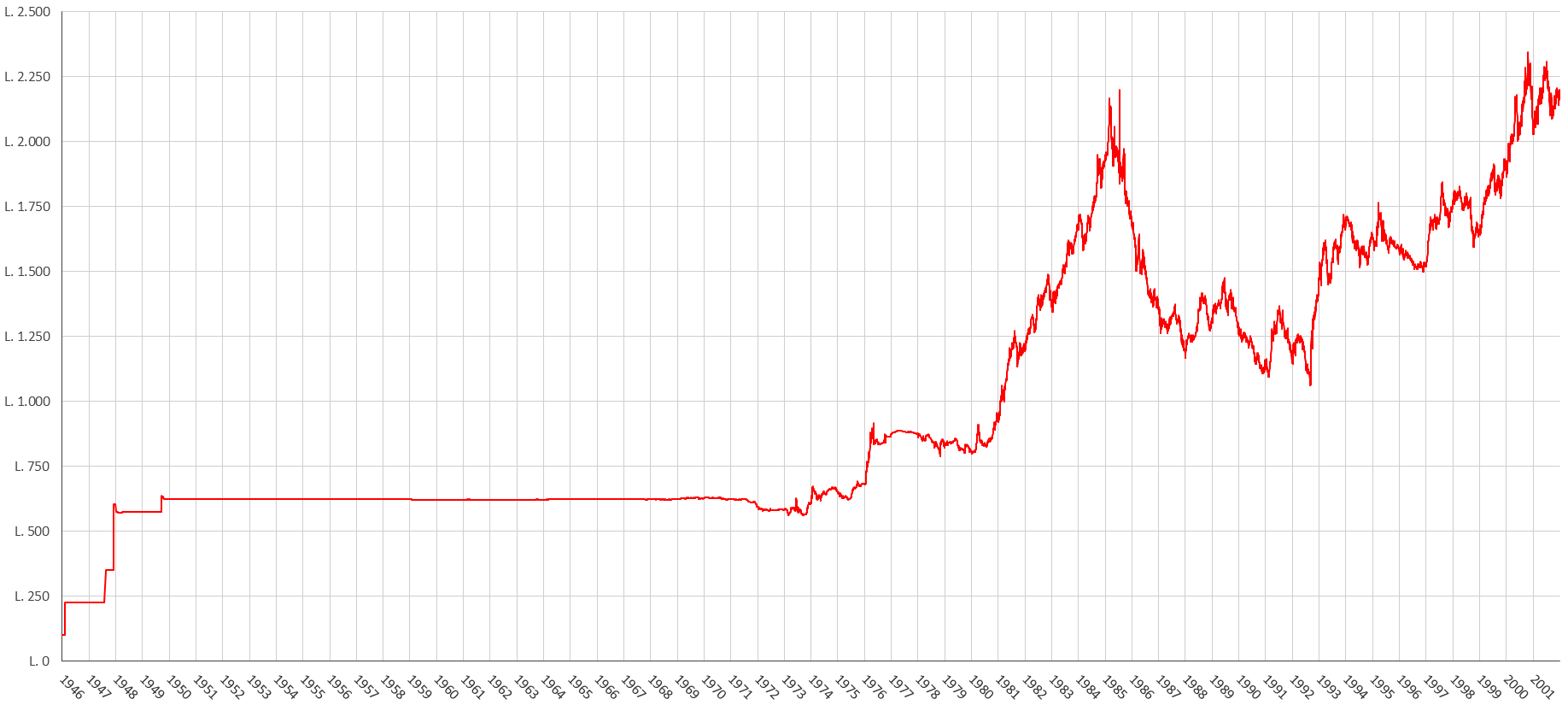
Cambio lira-dollaro dal 1946 al 2001, con l'ulteriore svalutazione imposta dalle vicende belliche nel 1946-1947.

Bozzetto per la banconota da 1 nuova lira, con il ritratto di Rosalba Carriera.

A seguito dell'Armistizio di Cassibile del 1943 e dei successivi avvenimenti bellici e dell'immediato dopoguerra (con una breve esistenza anche di una lira coniata dagli alleati, la Am-lira), la lira italiana fu svalutata di circa 30 volte, passando da un cambio di 1:19 con il dollaro degli anni '20-'30 a circa 1:600 a fine anni '40. Durante il periodo del sistema aureo di Bretton Woods e fino a metà anni '70, la lira mantenne tale cambio pressoché stabile. Già durante gli anni '50-'60-'70 vi furono varie discussioni politiche e accademiche per una ridenominazione della valuta nazionale, ma senza giungere a nessuna proposta concreta.
Sulla base di quanto avvenuto già in altri paesi occidentali in quegli anni e sulla scia di una ripresa economica che si andava consolidando, nel corso degli anni '80 anche in Italia si sviluppò il dibattito sull'eventualità di introdurre una nuova lira italiana rivalutata a livello nominale di 1000 volte, in modo da ricondurre molti valori tipici della vita quotidiana dei cittadini a cifre di sole poche unità o addirittura di soli sottomultipli: venne definita così la "lira pesante". Alcuni esponenti si schierano a favore della nuova lira, mentre altri si schierarono contro citando un potenziale e importante effetto inflativo. La proposta venne infine abbandonata alla fine degli anni '80, poiché si puntava ormai all'unione economica e monetaria in Europa.

### In Finlandia: il Nuovo Marco (1963)
Nel 1963 la Finlandia decise di introdurre un Nuovo Marco, con un cambio di 1:100 con i vecchi Marchi fin lì in vigore.

### In Israele: il primo e secondo Shekel (1980/1986)
Sin dalla sua creazione in Israele vi era la lira sterlina israeliana. A seguito delle crisi petrolifere degli anni '70, venne introdotto prima un primo Shekel (o "siclo" in italiano) con cambio 1:10 con le vecchie lire, poi un nuovo shekel nel 1986 con un cambio di 1:1000 vecchi shekel . 

### In Islanda: la nuova Corona islandese (1981)
L'Islanda, dopo aver ottenuto l'indipendenza dalla Danimarca nel 1944, si era dotata di una propria valuta nazionale, la corona islandese. Nel 1981, a seguito dell'inflazione degli anni '70, si decise di ridenominare la valuta, creandone una nuova con un cambio di 1:100 vecchie corone. 

### In Australia: il dollaro australiano (1966)
Sin dalla sua indipendenza, l'Australia ebbe come valuta la Sterlina australiana. L'11 febbraio 1966 essa venne sostituita con il Dollaro australiano al cambio di 1 Sterlina a 2 nuovi dollari australiani. L'anno dopo l'Australia lasciò anche l'area della sterlina.

### In Germania: l'ipeinflazione del 1923

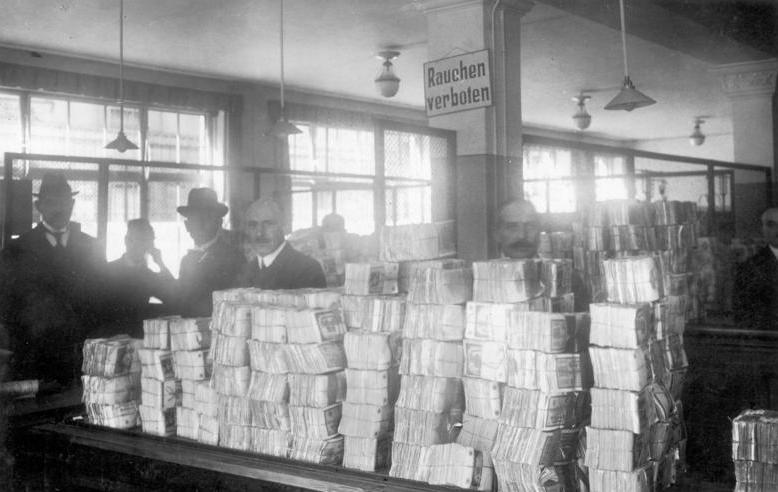
Nel 1923 il Papiermark doveva essere ormai consegnato a pacchi anche per piccoli acquisti.

A seguito delle dure condizioni imposte dal Trattato di Versailles e insieme ad altri fattori concomitanti, la giovane Repubblica di Weimar si trovò sempre più in difficoltà finanziaria e valutaria. Nel 1923 si giunse a un'impennata iperinflattiva che degenerò totalmente e il Papiermark non valse progressivamente più nulla. Durante quell'anno il clima politico e sociale degenerò sempre più, portando a vari tentati colpi di stato: l'ultimo dei quali, il Putsch di Monaco di novembre tentato da Hitler, fece definitivamente propendere il governo nazionale al rilascio di una nuova valuta, il Rentenmark, con un cambio di 1:1012 con il vecchio Papiermark.

### Paesi socialisti
L'Unione Sovietica e altri paesi socialisti hanno regolarmente ridenominato le loro valute nazionali nel corso della loro esistenza. Il rublo sovietico, ad esempio, ha subito ben 6 ridenominazioni in meno di 70 anni di esistenza, con una conversione di un nuovo rublo a 10 vecchi rubli a partire dalla ridenominazione del 1947. Molti paesi (specie le ex-repubbliche sovietiche) effettuarono una ridenominazione della valuta circolante nel proprio territorio una volta ottenuta l'indipendenza: un caso abbastanza discusso è stato quello del nuovo Leu rumeno introdotto nel 2005.